# كشافة الكاميرون
كشافة الكاميرون هي المنظمة الكشفية الوطنية في الكاميرون. بدأت الكشفية في الكاميرون في عام 1937. تأسست الجمعية في عام 1973 من خلال اندماج خمس أسلافه. أصبح كشافة الكاميرون عضوا في المنظمة العالمية للحركة الكشفية في عام 1971. وشاركت الكشافة في العديد من الأنشطة التعليمية في الكاميرون ولديها 4561 عضوا اعتبارا من عام 2008.
ويلاحظ في كشافة الكاميرون تركيزها على خدمة المجتمع، وإصلاح المجتمع والعديد من مشاريع المحافظة.
في عام 1981، تم منح سليمان تي وسام الذئب البرونزي.

## روابط خارجية
- الموقع الرسمي
- كتالوج شارة كشافة الكاميرون[وصلة مكسورة]